# Hyphalus taekoae
Hyphalus taekoae är en skalbaggsart som beskrevs av Satô 1997. Hyphalus taekoae ingår i släktet Hyphalus och familjen lerstrandbaggar. Inga underarter finns listade i Catalogue of Life.